# Art numérique

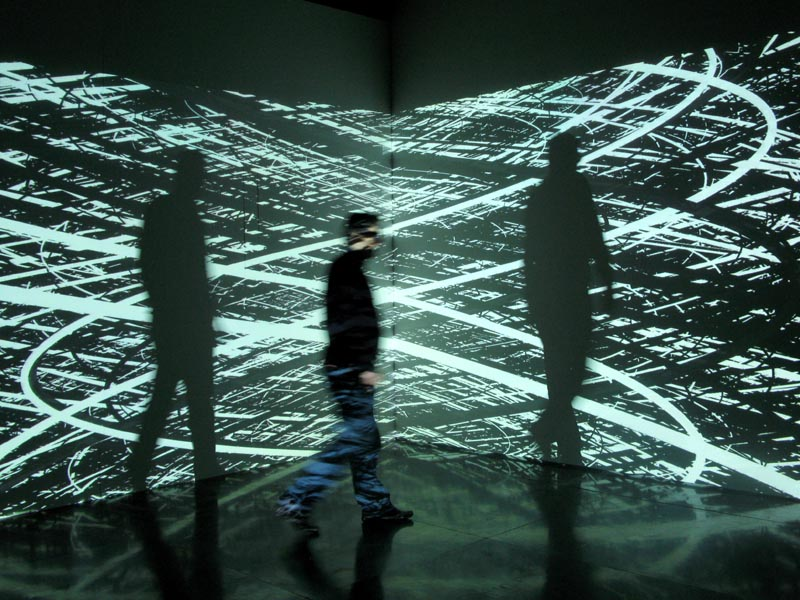
Irrational Geometrics, installation d'art numérique par Pascal Dombis, 2008.

 (décembre 2016).
L'art numérique, ou art médiatique, est un ensemble varié de catégories de création utilisant des langages de programmation et des dispositifs numériques, ordinateur, interface ou réseau. Il s'est développé comme genre artistique depuis le début des années 1960.
Portée par la puissance de calcul de l'ordinateur et le développement d'interfaces électroniques autorisant une interaction entre le sujet humain, le programme et le résultat de cette rencontre, la création numérique s'est considérablement développée en déclinant des catégories artistiques déjà bien identifiées. En effet, des sous-catégories spécifiques telles que la « réalité virtuelle », la « réalité augmentée », « l’art génératif », « l’art interactif », « intelligence artificielle » viennent compléter les désignations techniques du net.art, de l'imagerie numérique ou de l'art robotique et les jeux.

## Histoire

### Du numérique aux environnements virtuels et augmentés
« Le terme d’environnement », rappelle Valérie Morignat en 2004, « est entré dans le champ des arts au cours des années 1960, en pleine période du décloisonnement des catégories artistiques. À l’époque, celui-ci qualifie déjà un milieu englobant et participatif au sein duquel l’expérience perceptive et critique du spectateur est vivement convoquée. » Le spectateur est invité à s'impliquer physiquement dans le processus de création. Dans les environnements interactifs, « truffés de capteurs invisibles qui interprètent les mouvements et la morphologie du spectateur, la sensorialité humaine est immergée dans un monde où elle est sollicitée, interprétée, pour finalement devenir une matrice créative qui informe et régénère l'espace environnant. »

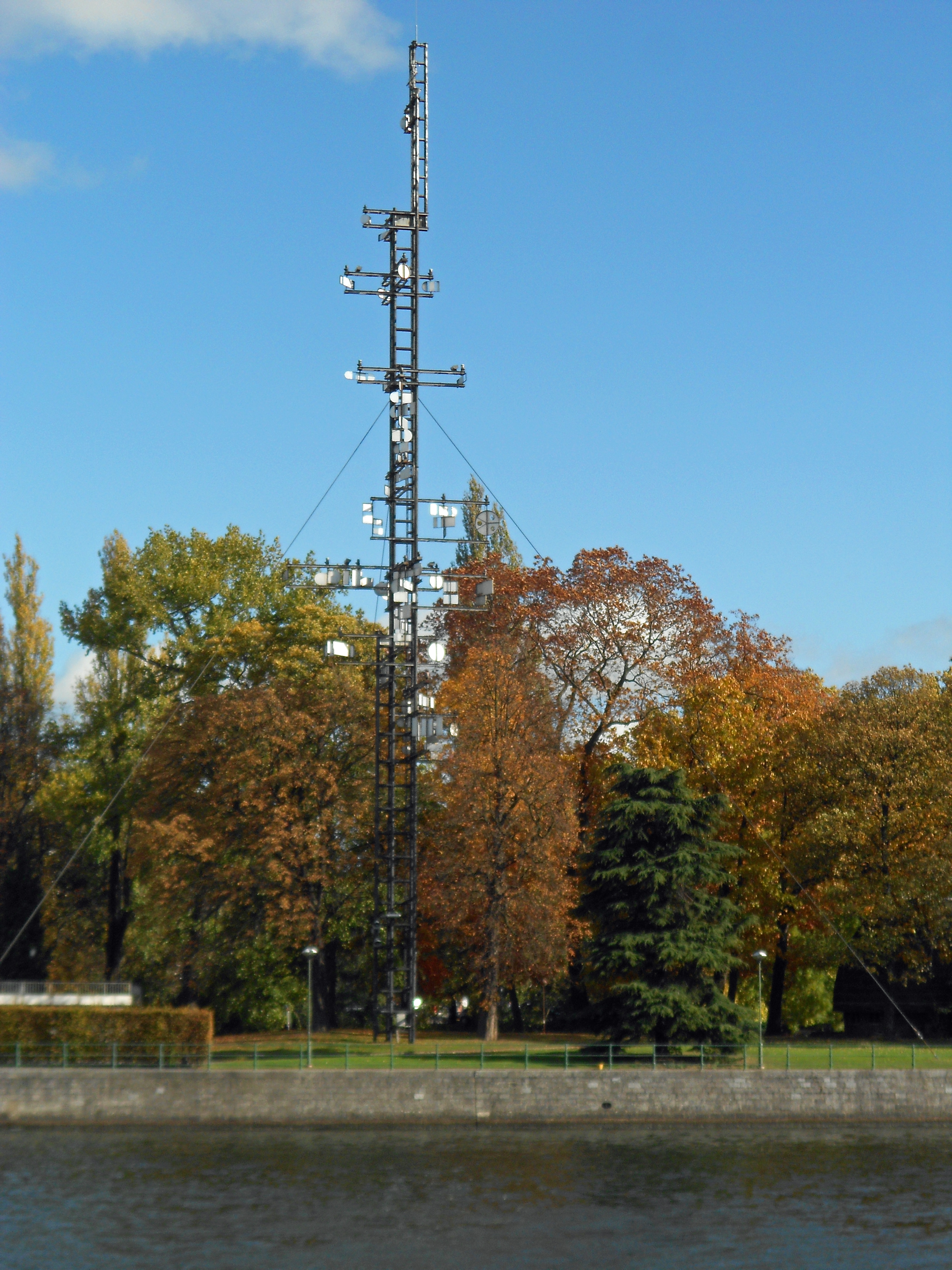
Tour cybernétique de Liège.

Avant l'arrivée massive des techniques numériques, des environnements interactifs ont pu être créés par des moyens exclusivement analogiques, comme en 1955 avec la Tour Lumière Cybernétique de Nicolas Schöffer qui interagissent avec leur environnement, ou en 1980 avec l'installation musicale et visuelle interactive Sonopticon des artistes français Jean-Robert Sedano et Solveig de Ory.
Au début des années 1980, Marc le Bot pensait que l'ordinateur ne pourrait être l'instrument de la création artistique car il n'impliquait pas le corps. Pierre Lévy ou Jean-Louis Boissier, à l'appui du développement d'un « art des interfaces » ont démontré que le corps était au contraire particulièrement engagé par les processus de la création numérique (capteurs de mouvement, capture de mouvement, data-gloves, etc). Diana Domingues ajoutera qu'au-delà de l’interface, il est important « d’insister sur l’importance de la dimension comportementale de l’art interactif, dans laquelle un corps est enclin à ressentir quelque chose qui amplifie sa dimension de monde. » Cette approche sera notamment concrétisée par les œuvres de Florent Aziosmanoff qui insère ses propositions artistiques dans la vie quotidienne au travers, de robots venant se mêler au public. Le petit chaperon rouge, par exemple, fait vivre le conte en laissant trois robots autonomes évoluer librement sur les trottoirs d'Issy-les-Moulineaux en interaction avec les passants.
Les environnements de réalité virtuelle (RV) ou de réalité augmentée (RA), constituent désormais des catégories importantes de la création numérique. Des artistes comme Jeffrey Shaw, Christa Sommerer et Laurent Mignonneau, Maurice Benayoun, Char Davies et Sophie Lavaud se sont efforcés de montrer qu'au-delà des enjeux technologiques et spectaculaires, un nouveau potentiel d'écriture s'offrait à l'artiste pour créer des situations complexes, conceptuelles, oniriques ou engagées.

### De l'art des interfaces à la fiction interactive
L'interactivité et la générativité, boucle rétroactive au centre de laquelle se trouve le sujet humain, sont deux principes fondamentaux du processus de création numérique. Ils apparaissent très clairement dans des œuvres où les interfaces jouent un rôle déterminant comme dans Musique de Corps des artistes français Jean-Robert Sedano et Solveig de Ory ou Very Nervous System de l'artiste canadien David Rokeby, mais aussi dans des œuvres qui ouvrent vers le cinéma numérique et la fiction interactive comme celles de Toni Dove (Artificial changelings), de Luc Courchesne (Landscape One), ou encore celles de l'artiste et architecte Jeffrey Shaw (Scenario2 2005, Eavesdrop 2004).
Le système de projection AVIE (Advanced Visualisation and Interaction Environment) développé par Jeffrey Shaw et Dennis Del Favero permet, via des capteurs de mouvement et de forme, d'interagir non seulement avec les images, le son, mais encore, dans le cas d'une fiction cinématographique, avec les personnages du film. « Configurés en même que temps que l'histoire racontée » (Paul Ricœur), les personnages de fiction se rapprochent alors singulièrement du spectateur, lequel incorpore le monde de la fiction en y inscrivant ses propres actions. Dans ce type d'œuvre qui change les procédures narratives, l'intelligence artificielle joue un rôle considérable telles que révélé par Benayoun en 1995 avec Le Diable et-il courbe.
L'intégration de la vie artificielle et de l'intelligence artificielle dans les œuvres numériques est en effet en plein essor et ouvre des perspectives nouvelles. Au théâtre, requalifié « scène des interfaces », son usage permet d'ouvrir le jeu des acteurs à l'interaction avec des personnages virtuels administrés par des programmes de vie et d'intelligence artificielle (Jean Lambert-wild, Orgia).

### Matériel, logiciel et implications esthétiques
Indépendamment de chaque projet artistique, l'art numérique s'appuie sur l'état de la technique de son temps, il est donc dépendant du matériel (hardware en anglais) et des logiciels (software). Avant les années 1990, époque où cohabitaient de multiples systèmes d'exploitation, la plupart des artistes numériques réalisaient eux-mêmes les logiciels nécessaires à leurs œuvres comme Erkki Kurenniemi, Piotr Kowalski, Jean-Robert Sedano ou David Rokeby puis Laurent Mignoneau.
D'autres faisaient appel à des ingénieurs pour créer les outils nécessaires à la mise en œuvre de leur projet. L'arrivée de logiciels, destinés à la création numérique, a simplifié la tâche des artistes, en créant parfois des stéréotypes stylistiques, notamment Director en 1986, pour la création de CD-ROM ou Max (compagnie Cycling 74) en 1990 de Miller Puckette, dont une adaptation libre nommée Pure Data verra le jour en 1995, pour la création sonore et vidéo interactive en temps réel.
Depuis, nombre d'autres logiciels ont été développés par des artistes ou structures afin de traiter en temps réel des flux sonores, graphiques, vidéos, etc., tous modifiables par des programmations de « patchs ». En 2001 apparait Processing, un langage de programmation destiné à la création plastique et graphique interactive.
Entretemps, s'est développé sur les réseaux sociaux ce qu'on a appelé le Net Art, sous de multiples formes, avec des logiciels légers. Les artistes y recherchent l'échange , comme ils le faisaient antérieurement avec l'art postal. Ils y trouvent aussi une plateforme de diffusion de leur création numérique, que les musées et galeries accueillent avec réticence, du fait de leur résistance aux engagements technologiques et de l'absence de marché des arts numériques. En 2011 Hervé Fischer crée le Tweet Art, qu'il lie à sa démarche pédagogique en initiant aussi la tweet philosophie (salle TweetArtOnAir dans sa rétrospective au Centre Pompidou en 2017). Beaucoup d'autres artistes ont multiplié toutes les facettes de l'art sur les réseaux sociaux.[réf. nécessaire]

## Conservation
Les arts numériques utilisent les technologies et logiciels de leur temps, et le renouvellement incessant des produits ainsi que l'obsolescence programmée des matériels peuvent rendre difficile, voire impossible la maintenance des œuvres. Jacques Drillon précise, dans son article Le Numérique m'a tuer (sic), que : « depuis que l'IRCAM existe (1974), presque mille œuvres y ont été élaborées : pièces entièrement électroacoustiques, ou comportant une partie instrumentale et une partie électronique. Sur ces mille œuvres, seules soixante sont encore jouables : les logiciels dans lesquels on les a conçus n'existent plus, les machines non plus… »
Les arts numériques traitent activement des problématiques de conservation liées aux nouveaux médias qui sont moins fiables par leur durée de vie et par leurs normes de décodage que les supports matériels traditionnels. Une problématique peut être posée sur la question de la dénaturation de l'œuvre : par exemple, remplacer un tube cathodique d'une installation de Nam June Paik par un écran à plasma pourrait totalement dénaturer l'œuvre originale et sa nature.
Les multiples restaurations récentes d’œuvres numériques, telles que certaines pièces de réalité virtuelle de Maurice Benayoun datant des années 1990, prouvent cependant que leur conservation pose des problèmes certes d'un autre ordre mais souvent beaucoup moins complexes (à 30 ans d'intervalle) que la restauration des fresques de la Renaissance (à 5 siècles d'intervalle) ou du requin de Damien Hirst (à 28 ans d'intervalle).
Depuis le début du millénaire, plusieurs projets de recherche sont menés afin de développer des méthodes et des outils pour la conservation et la documentation des pratiques artistiques utilisant les technologies numériques. Le Réseau des médias variables, né d'un partenariat entre le musée Solomon R. Guggenheim (New York) et la fondation Daniel Langlois (Montréal), produit entre 2002 et 2004 un outil privilégiant la description des œuvres d'art avec composante technologique en fonction de leurs comportements plutôt que de leurs composantes matérielles. Capturing Unstable Media, un projet piloté par V2_, Institute for the Unstable Media (Rotterdam), propose en 2003 une ontologie, c'est-à-dire un modèle documentaire, pour la description des œuvres d'art électronique. Entre 2005 et 2009, le projet de recherche DOCAM (Documentation et Conservation du patrimoine des Arts Médiatiques) regroupe un ensemble de partenaires institutionnels pour élaborer des outils et des guides autour de cinq axes : conservation, documentation, cataloguage, terminologie et histoire des technologies,. De 2015 à 2017, la BnF, le laboratoire Inrev de l'université Paris 8 et le Living Art Lab s'associent pour initier une recherche sur le thème « Art numérique et postérité », sous l'impulsion de Florent Aziosmanoff. Le projet consiste à s'affranchir de l'obsolescence inévitable des matériels et logiciels informatiques à long terme en créant un modèle de description textuelle universel des œuvres ainsi que de leurs conditions de création et de réception, permettant d'en avoir une connaissance la plus complète possible afin d'ouvrir la possibilité de les reconstituer avec les moyens des époques à venir.

## Artistes et œuvres notables

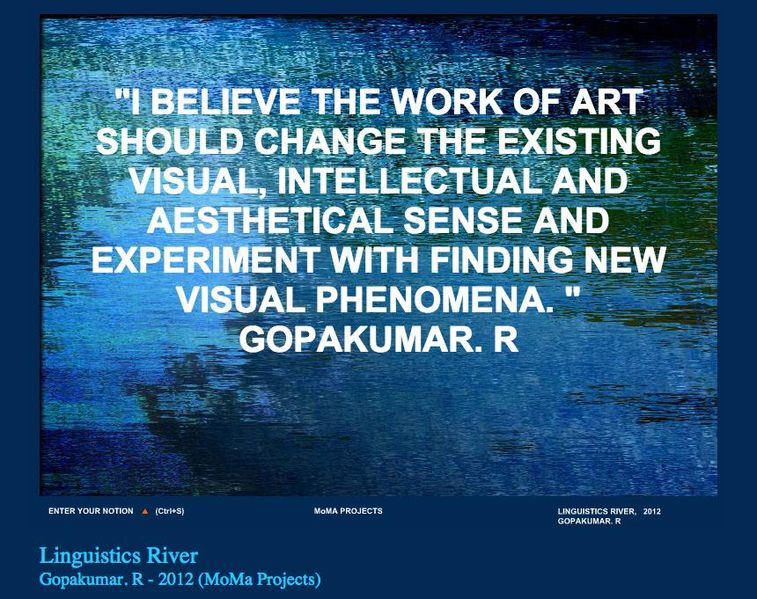
Linguistics River, projet éducatif exposé au MoMa, en 2012.

World Skin, Maurice Benayoun, 1997, installation interactive de réalité virtuelle.

En 1980, Catherine Ikam crée au Musée national d’art moderne du Centre Georges-Pompidou un parcours sur le thème de l’identité, itinéraire à travers les accidents de la représentation de soi ; avec Fragments d’un archétype et Identité III, elle introduit la fragmentation dans les installations vidéo (Nam june Paik Video Cryptography, 1980).
En 1986, Jean-Robert Sedano et Solveig de Ory réalisent le Pavillon chromatique ou damier musical interactif pour les kiosques à musiques de Paris. La régie numérique pilotée par un ordinateur Apple II était logée dans le sous-sol du kiosque et la caméra vidéo qui permettait l'interactivité se trouvait suspendue, ainsi que les haut-parleurs, au-dessus de l'espace, au centre du kiosque. La présence, les mouvements et les positions du public sur le damier produisaient la musique en temps réel. En 1987, Jeffrey Shaw avec Legible City fut avec Matt Mullican (en), Five into One, un des tout premiers à utiliser la réalité virtuelle à des fins artistiques. Les univers de Jeffrey Shaw, à mi-chemin entre architectures virtuelles et art conceptuel, comme Golden Calf, n'hésitent pas à jouer de l'ambiguïté des deux espaces, physique et virtuel, en proposant par exemple la visite d'une ville à lire, pour Legible City où le visiteur se déplace dans une ville virtuelle dont les bâtiments sont des mots, les immeubles des lettres, et ceci à bicyclette. Le dispositif préfigurait des espaces de représentation où l'illusion ne serait pas uniquement une simple tentative d'imiter le réel, mais un discours construit à lire et à interpréter.
En 1992, Maurice Benayoun artiste, théoricien, qui vient de l'art vidéo et de l'animation en images de synthèse avec l'une des toutes premières séries en images de synthèse, Les Quarxs (1991-1993), propose la création d'un Après Musée Explorable, une collection d'art contemporain en réalité virtuelle. Il réalise à partir de 1994 des installations faisant appel à la réalité virtuelle, immersive ou non : dans la série d'installations intitulées les Grandes Questions, Dieu est-il plat ? (1994), qualifié par Jean-Paul Fargier dans le quotidien Le Monde de « premier jeu vidéo métaphysique », Le Diable est-il courbe ? fait appel à un programme génératif où un être artificiel se manifeste par un comportement autonome, parodie des systèmes de séduction employés par les médias. Après Philippe Quéau, il inaugure en 1995 la première installation de « télé-virtualité » intercontinentale, connectant le Centre Pompidou et le Musée d'art contemporain de Montréal : Le Tunnel sous l'Atlantique qui permet, dans un espace génératif temps réel, de se rencontrer en creusant dans la mémoire collective des deux pays. La musique interactive spatialisée, l'analyse comportementale, le profilage dynamique, la gestion dynamique de la base de données tri-dimensionnelle et informationnelle, l'insertion de la vidéo temps réel dans la réalité virtuelle partagée font de cette installation de 1995 un objet expérimental atypique. L'utilisation d'agents intelligents dans des espaces tridimensionnels dynamiques immersifs devient une signature que Maurice Benayoun développe avec une pièce importante World Skin, un safari photo au pays de la guerre (Golden Nica de l'Art interactif Ars Electronica, 1998). En cultivant la notion de « situation » qui prend son sens avec les environnements immersifs, les œuvres dépassent le stade de la démonstration technologique, ainsi que la thématique même des mutations technologiques, pour introduire de véritables questionnements sur les sujets sociétaux, philosophiques ou éthiques. Il développe le concept d'« open art », voire d'« open media art », qu'il définit comme une ouverture des pratiques artistiques favorisée par l'émergence des technologies de l'information, mais qui ne se limiterait pas à leur mise en œuvre. Comme une conséquence de son exploration des environnements virtuels, Maurice Benayoun définit le champ de ce qu'il appelle la « fusion critique », où la fiction se mêle à la réalité non pour en augmenter l'illusion et la fantaisie, mais pour la rendre plus lisible. L'artiste ne retournerait pas, du fait des technologies, à une simple problématique de représentation du monde, mais à une forme d'engagement dans la société.
À partir de 1993, Christa Sommerer et Laurent Mignonneau ont développé des projets particulièrement représentatifs du potentiel symbolique de la transition entre espace physique et espace fictif notamment au travers d'œuvres comme Interactive Plant Growing, Transplant ou Intro Act qui intègrent selon les cas dans un même espace plantes réelles, sujets humains, interfaces sensibles (capteurs de mouvements, de lumière, de pression, etc.) programme de vie artificielle et synthèse temps réel. L'environnement, délimité par des écrans où naissent des images tridimensionnelles générées par les interactions du spectateur avec les interfaces, devient alors une matrice intelligence, reflétant les relations biologiques de l'organisme et du « milieu » qui s'enrichissent l'un l'autre. Comme se plaisent à le dire Christa Sommerer et Laurent Mignonneau eux-mêmes, le biotope virtuel qui se projette sur les écrans relativement aux mouvements des spectateurs ou de leurs interactions avec les plantes expriment « l’expression même des émotions du sujet au contact du virtuel. » Aujourd'hui, les designers du groupe Electronic Shadow développent des dispositifs utilisant la réalité augmentée, qui mettant en relation les spectateurs présents dans l'environnement interfacé et les internautes virtuellement connectés à l'espace d'exposition, Ex-Îles (2004).
En 1994, Sophie Lavaud réalise dans les ateliers d'ART 3000 (devenu depuis le Cube Garges) une œuvre interactive en réalité virtuelle, Centre Lumière Bleue, qui fonctionne avec des capteurs selon les mouvements et déplacements des publics. En collaboration avec l'artiste Fred Forest, elle crée le Technomariage en 1999, qui constitue en première mondiale un événement utilisant Internet et un programme de réalité virtuelle.
En 1995, pour ISE1995, Char Davies, avec l'œuvre de réalité virtuelle "Osmose" a renforcé cette nouvelle intégration du spectateur et ses capacités d'exister au sein de la création et de l'activation de l'œuvre. Comme dans les œuvres de Sommerer et Mignonneau, dans Osmose, le corps du spectateur est indispensable à la découverte de l'œuvre. Portant une combinaison de capteurs et un visio-casque stéréoscopique, le spectateur navigue à l'intérieur d'un monde virtuel dans lequel il évolue au rythme de sa respiration. Toujours en 1995, Florent Aziosmanoff, cofondateur de l'association ART 3000 et du Cube, l'un des tout premiers centres d'art numérique en France, démarre la création de la fiction comportementale Le Temps de l'Amour. En 2002, pour le festival 1er Contact créé à Issy-les-Moulineaux, il conçoit Le Petit Chaperon Rouge, fiction portée par 3 jouets robots-chien Aïbo fabriqué par Sony.
En 2015, Solimán López artiste conceptuel numérique et historien de l'art fonde le Harddiskmuseum,,, un musée international consacré aux arts numériques dans un disque dur dont la dernière version 3D a été exposée en 2019 à l'EP7, Paris.

## Expositions et événements
De nombreux festivals, expositions et événements présentent les arts numériques, tels que le festival Ars Electronica à Linz (Autriche) crée en 1979, Deaf à Rotterdam, Transmediale à Berlin, ISEA (International Symposium of Electronic Arts), et en France, Imagina, à Monte Carlo, le festival EXIT à la Maison des Arts de Créteil (depuis 1994) ou encore les Bains Numériques, au Centre des Arts d'Enghien les Bains, auxquels s'ajoutent les compétitions internationales d'animation par ordinateur telles que Images du futur (Montréal) organisé par la Cité des arts et des nouvelles technologies de Montréal de 1986 à 1997, la biennale de l'NTT InterCommunication Center à Tokyo, l'Art Show du SIGGRAPH aux États-Unis.
À partir des années 2000, les manifestations se multiplient, le plus souvent en relation avec la musique électronique (Festival Elektra et MUTEK) et en France, le Cube Festival à Issy-les-Moulineaux, les festivals Gamerz et la Biennale Chroniques à Marseille et Aix-en-Provence, les Empreintes numériques à Toulouse., et les Bains numériques à Enghien-les-Bains.
À la suite des grands centres internationaux comme le ZKM de Karlsruhe, l'Ars Electronica Center de Linz ou V2 à Rotterdam, la Gaîté-Lyrique qui ouvre à Paris en 2011 originellement consacré aux arts numériques et aux musiques actuelles.
En 2021, 2022 et 2023, le Grand Palais éphémère a organisé Palais augmenté, le premier festival consacré à la création en réalité augmentée. Les artistes ayant exposé incluent notamment l'australienne Lauren Moffatt et la française Mélanie Courtinat.

## Techniques
- Art créé par intelligence artificielle
- Prompt art
- Art fractal
- Capteur interfaces pour la captation du geste et autres pour l'interaction
- Estampe numérique
- Game design
- Hypertexte
- Impression 3D : technologie permettant de réaliser des objets tangibles à partir de géométries numériques
- Infographie, Infographie tridimensionnelle
- Programmation
- Pure Data : logiciel libre de création numérique sonore, visuelle et électronique en temps réel
- Conception de site web

### Autres catégories de l'art numérique
- Art algorithmique
- Art ASCII
- Art en ligne
- Art game
- Art génératif
- Art interactif
- Art phygital
- Arts scientifiques
- Art vidéo
- Code créatif
- Scène démo
- Graphisme
- Glitch art
- Infographie
- Informatique musicale
- Multimédia
- Net.art
- Peinture numérique
- Pixel art
- Récit sur support numérique, hypertextes
- Art logiciel
- Conception de site web